# FaSinPat
FaSinPat, acrònim de Fàbrica Sin Patrones, és una fàbrica de rajoles de ceràmica situada a vuit quilòmetres de la ciutat argentina de Neuquén. Des de començaments de l'any 2002 es troba sota control obrer, després del tancament de la seva antecessora Cerámica Zanon que va fer fallida a finals de 2001. És una de les fàbriques més destacades del moviment d'empreses recuperades de l'Argentina.

## Història
La fàbrica, anteriorment coneguda com a Zanon, va ser oberta l'any 1979 per l'empresari italià Luigi Zanon, també fundador del parc d'atraccions Italpark a Buenos Aires. L'empresa es va instal·lar a la província del Neuquén atreta pel règim de promoció industrial i per la seva ubicació estratègica per a fer exportacions a través dels ports xilens.
La fàbrica era líder a la regió, essent la fàbrica que major producció tenia a Amèrica Llatina, i comptava amb subvencions governamentals. El 1994 va obtenir un guany de 67 milions de dòlars i el 1998 la planta comptava amb 500 treballadors i va fer exportacions per valor de 10 milions de dòlars.

### Organització sindical i crisi del 2001
Durant els anys 1990 l'empresa havia comptat amb la complicitat del sindicat i del Ministeri de Treball per actuar sense gaire inconvenients. Tanmateix, el 1998 va sorgir a la fàbrica una comissió interna amb delegats electes després de diversos anys sense aquesta instància d'organització de base. L'agrupació Marró va obtenir 187 vots i va vèncer l'oficialisme de la Verda i Blava d'Alberto Montes, que només en va treure 47, i una tercera llista, la Roja, es va quedar amb 83 vots.
El juliol del 2000 va morir un treballador de 22 anys, Daniel Ferrás, en un accident laboral. Aquest fet va provocar l'eclosió de les demandes obreres i una vaga de nou dies, que s'acabà resolent amb la patronal admetent una ambulància les vint-i-quatre hores i acceptant millors condicions de seguretat i higiene garantida per una comissió composta pels treballadors. A finals d'aquell any, es va produir un relleu en la direcció del Sindicat d'Obrers i Empleats Ceramistes de Neuquén (SOECN) amb Raúl Godoy (militant de l'agrupació Marró i del Partit dels Treballadors Socialistes) com a secretari general desplaçant Montes, i es van aconseguir frenar els acomiadaments previstos per Zanon.
El 2001, mentre les vendes de Zanon es desplomaven, l'empresa va adduir tenir problemes per abonar els sous als seus empleats, que van començar a cobrar amb endarreriments i en quotes. En plena crisi econòmica, l'empresa va deixar de pagar els serveis i els proveïdors. Davant l'amenaça d'un tancament imminent de la fàbrica, el dia 3 d'octubre els treballadors van decidir prendre la planta impedint l'ingrés dels gerents. La Justícia va ordenar en vuit ocasions el seu desallotjament perquè els síndics del concurs de creditors poguessin fer un inventari de béns, però els treballadors van resistir la repressió.
El novembre del 2001, Zanon va comunicar oficialment el tancament de la planta i l'acomiadament dels seus 380 empleats. Poc després, la jutgessa laboral de Neuquén, Elizabeth Rivero de Taiana, declarava que l'empresa havia fet un tancament patronal, i va donar la raó a una presentació judicial impulsada pel gremi de ceramistes contra Zanon. A més, la justícia va determinar la confiscació del 40% de l'estoc per a pagar salaris.

### Recuperació de la fàbrica
El 30 de novembre del 2001 els treballadors van realitzar una marxa per a demanar el suport al govern de la província de Neuquén però van ser rebuts amb gasos lacrimògens i hi va haver 19 persones detingudes. En aquesta marxa, els treballadors van cremar els telegrames d'acomiadaments que havien rebut.
Al començament els treballadors realitzaven olles populars per a poder subsistir i van rebre el suport de la comunitat. Durant els primers dies els treballadors van fer piquets, però davant el perill de quedar aïllats van canviar d'estratègia i van sortir a explicar a la ciutadania la situació que travessava la fàbrica. Amb megàfons explicaven la història als barris, pujaven als mitjans de transport i en ruta lliuraven fulls volants explicant la situació.

### Control obrer: 2002-present

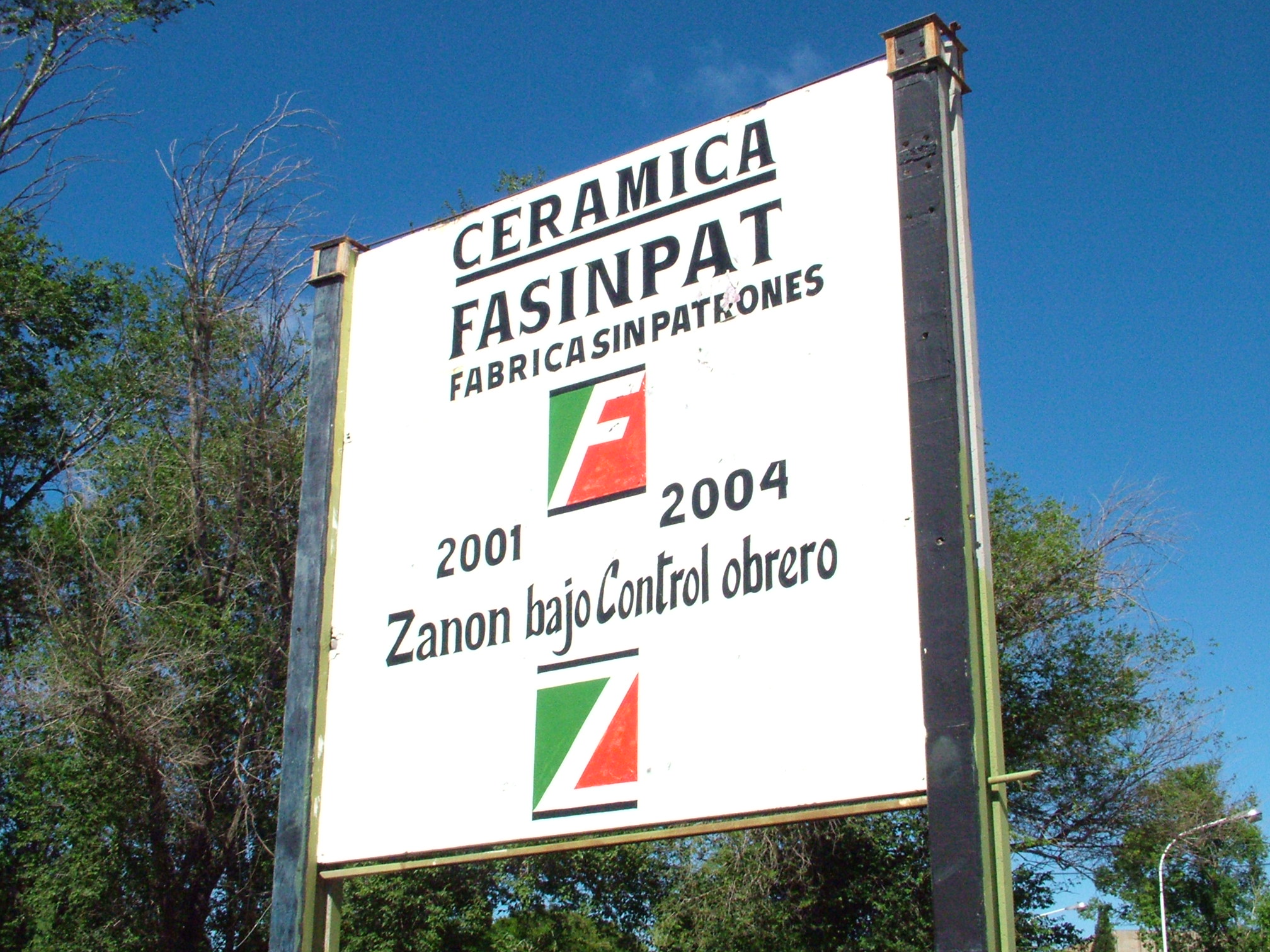
Rètol d'accés a la fàbrica

Al principi de la presa no hi va haver reacció per part de Luigi Zanon. Tot i això, el gener de 2002, el govern nacional va abandonar la paritat 1:1 entre el peso argentí i el dòlar dels Estats Units, decretant a més la pesificación de tots els deutes, és a dir, la conversió dels passius en dòlars a pesos al tipus de canvi oficial. Com a resultat d'aquest canvi en l'ambient econòmic, FaSinPat tornava a ser un negoci rendible, per la qual cosa Luigi Zanon va intentar reclamar la propietat de la fàbrica.
El projecte de reactivació presentat per Zanon contemplava la utilització del 10% de la capacitat instal·lada i la utilització de 62 treballadors. La productivitat i els altres llocs de treball s'anirien recuperant gradualment, però l'oferta va ser rebutjada pel gremi dels ceramistes.
Mentre es resolia el conflicte judicial els treballadors van començar a preparar la reactivació de la planta, que es va posar novament en funcionament al març de 2002. El 2 de març els treballadors van votar en assemblea de reiniciar la producció i que cada treballador rebés un salari màxim de 800 pesos, sense tenir en compte el càrrec que ocupés. En aquesta assemblea van crear comissions de treball per a les diferents àrees de la fàbrica i van resoldre que tots els productes necessaris es comprarien a la província del Neuquén.
Inicialment la mercaderia era venuda directament a la mateixa fàbrica, però amb el temps els treballadors van anar organitzant una xarxa de distribució que els va permetre arribar a diferents ciutats del nord de la Patagònia i de la província de la Pampa, així com als principals centres urbans com Rosario, Córdoba i Buenos Aires.
El 8 d'abril del 2003 la Gendarmeria Nacional Argentina va intentar per última vegada el desallotjament dels treballadors, però l'impostant suport d'organitzacions socials i sindicals va exhortar les autoritats a suspendre l'operatiu.
Econòmicament FaSinPat ha estat un èxit. Durant els primers quatre anys d'operacions van ser contractats més de 170 treballadors nous, arribant a un total de 410 a l'abril del 2005. FaSinPat també ha establert relacions amb la seva comunitat i, al principi, la fàbrica recuperada va donar rajoles als centres comunitaris, a l'hospital i va organitzar activitats culturals. El 2005, FaSinPat va votar a favor de construir una clínica de salut comunitària al barri empobrit de Nueva España. Els habitants de Nueva España havien estat reclamant una clínica al govern provincial des de feia dues dècades i FaSinPat la va construir en tres mesos. Posteriorment, el suport de la comunitat va ser decisiu per a protegir la fàbrica de les amenaces a què va ser sotmesa.
Durant els anys següents, mentre el consum intern s'incrementava, la fàbrica va augmentar la producció i les accions comunitàries, però amb la reducció gradual del creixement econòmic, ocorreguda a partir del 2011, es van reiniciar els problemes. L'empresa va començar a presentar dificultats de finançament derivades de l'endarreriment tecnològic i dels primers augments tarifaris dels serveis, que van encarir els costos. A tall d'exemple, el 2009 va tancar l'exercici comptable amb un passiu superior als 4 milions de pesos. Precisament a l'agost d'aquell any, es va aprovar la Llei de la província de Neuquén 2656 d'expropiació de la fàbrica. El projecte aprovat reconeixia FaSinPat com a encarregada d'administrar legalment la fàbrica i el pagament als creditors de la vella empresa Zanon, però tres anys més tard, el governador Jorge Sapag va signar el decret que va autoritzar els fons per al pagament de la suma expropiatòria de 23 milions de pesos.
El problema va anar augmentant, i l'any 2014 la fàbrica va travessar una altra greu crisi perquè produïa al 20% de la seva capacitat instal·lada, degut, bàsicament, a l'obsolescència de la maquinària, a la qual cosa se li sumaven les dificultats per aconseguir els recanvis per a la seva reparació. En aquest context, van sortir a demanar-li a la província del Neuquén un préstec per $10 milions de pesos per a reparar els equips i sostenir així els 450 llocs de treball que en aquell moment posseïa.
L'any 2019 va reaparèixer la possibilitat que la justícia procedís al seu desallotjament. En aquest marc, el Sindicat Ceramista de Neuquén (SOECN) va fer trobades amb sectors socials de la comunitat per a informar sobre la situació productiva, econòmica i judicial. La solució passava per aconseguir de postergar la sanció per part de la legislatura, i aconseguir també una llei que permetés refinançar els deutes.